# Cantón de Vannes-Oeste
El cantón de Vannes-Oeste era una división administrativa francesa, que estaba situada en el departamento de Morbihan y la región de Bretaña.

## Composición
El cantón estaba formado por seis comunas, más una fracción de la comuna que le daba su nombre:
- Arradon
- Baden
- Île-aux-Moines
- Île-d'Arz
- Larmor-Baden
- Ploeren
- Vannes (fracción)

## Supresión del cantón de Vannes-Oeste
En aplicación del Decreto nº 2014-215 de 21 de febrero de 2014, el cantón de Vannes-Oeste fue suprimido el 22 de marzo de 2015 y sus 7 comunas pasaron a formar parte del nuevo cantón de Vannes-2.